# Symmachia splendida
Symmachia splendida is een vlindersoort uit de familie van de prachtvlinders (Riodinidae), onderfamilie Riodininae.
Symmachia splendida werd in 1993 beschreven door Salazar & Constantino.